# Enrique Molina Soler
Enrique Molina Soler (Russafa, 4 de maig de 1904 - Mestelevo, 15 de juliol de 1943) va ser un futbolista i àrbitre valencià. A banda del futbol, jugà a pilota basca en el Jai Alai de València, i va ser un dels organitzadors de la Volta a Peu del Mercantil Valenciano.
Va nàixer en l'horta de Russafa, en una família conservadora i profundament catòlica. De jove destacà com atleta i per la seua forma física, debutant al futbol als 16 anys, en les files de l'Unión Levantina. Després de dos anys, fitxa pel Gimnàstic. Amb l'equip del Patronat de la Joventut Obrera, destaca com el millor migcampista de la ciutat, fitxant pel València CF l'estiu de 1924. A Mestalla es converteix en un dels jugadors més destacats, aconseguint tres campionats regionals consecutius. El 1927 es converteix, juntament amb Miquel Garrobé, en el segon futbolista internacional de la història del València CF. El 1929, amb una crisi econòmica al club, va acceptar reduir-se la fitxa i va calmar una temptativa de rebel·lió dels futbolistes contra l'entrenador. Peça clau en l'ascens merengot a primera divisió del 1931, es retiraria el 1934.
Casat el 1931, la seua dona va morir el 1933. Home temperamental, en la seua etapa com a àrbitre va agredir un periodista de la Correspondencia. En esclatar la Guerra Civil, va perdre els seus germans, religiosos. Ell va poder salvar-se per intermediació de Rodríguez Tortajada. Molina va ser quintacolumnista i en acabar la guerra va ingressar a la Falange i a la Brigada Social. Voluntari a la Divisió Blava com artiller segon, va morir al setge de Leningrad, sent soterrat al cementeri de Mestelevo.